# Abbecourt
Ne doit pas être confondu avec Abbécourt.
Abbecourt est une commune française située dans le département de l'Oise, en région Hauts-de-France.

## Géographie

### Description

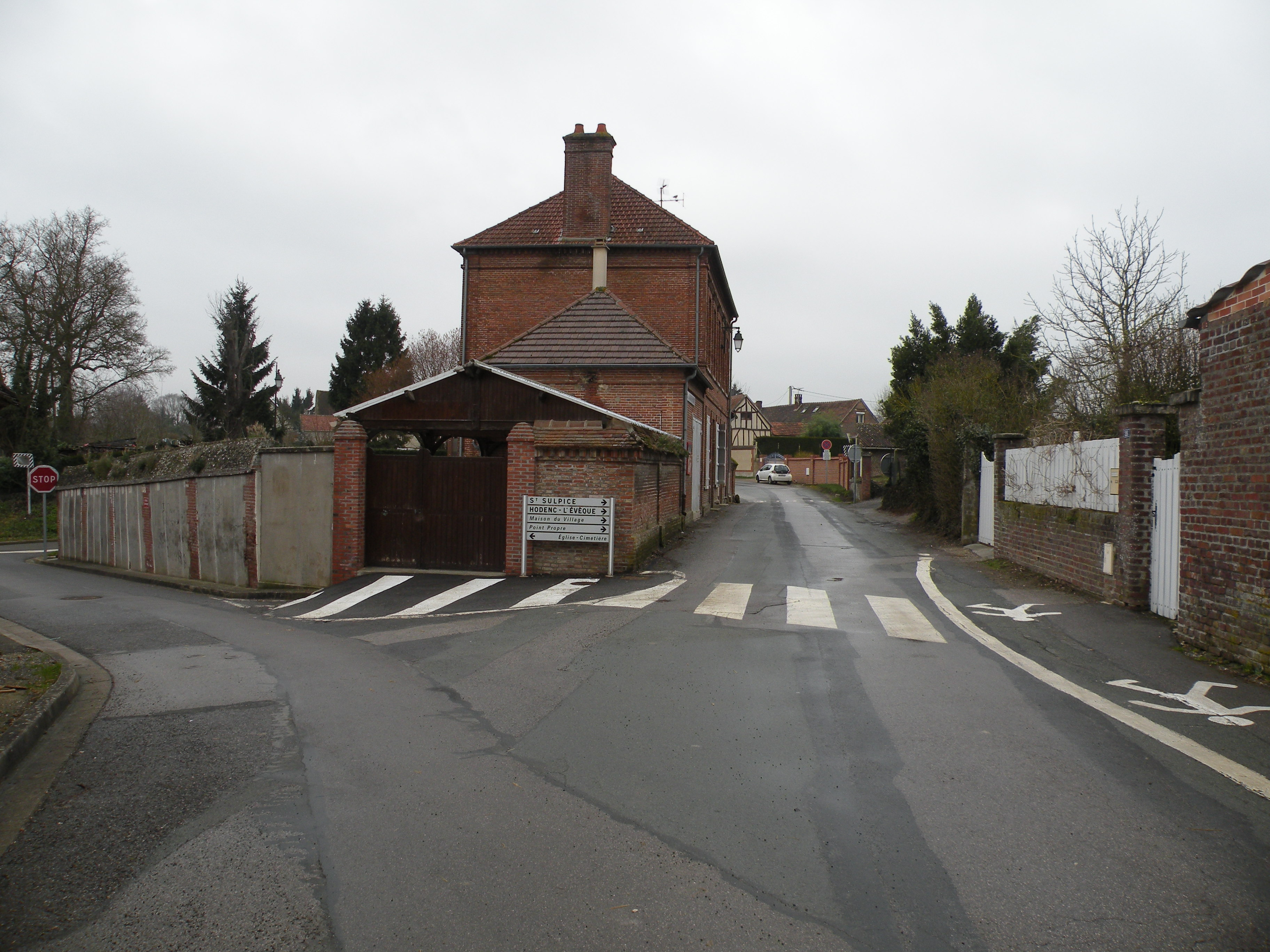
Ambiance du village.

Abbecourt est un village périurbain du Pays de Thelle dans l'Oise, situé à 10 km au sud-est de Beauvais, 37 km au nord de Pontoise et à une soixantaine au nord de Paris.
Il est desservi par l'ancienne Route nationale 1.
Une chaussée Brunehaut limite le territoire communal à l'ouest.

### Communes limitrophes
|                      | Warluis   |         |
| Saint-Sulpice (Oise) | Abbecourt |         |
| Hodenc-l'Évêque      |           | Ponchon |

### Hydrographie

#### Réseau hydrographique
La commune est située dans le bassin Seine-Normandie. Elle est drainée par le Fossé d'Orgueil, le cours d'eau 01 des Ocres, le fossé de Roye et le ruisseau de Ponchon,,.
Le Fossé d'Orgueil, d'une longueur de 12 km, prend sa source dans la commune de Saint-Sulpice et se jette  dans le Thérain à Therdonne, après avoir traversé cinq communes.

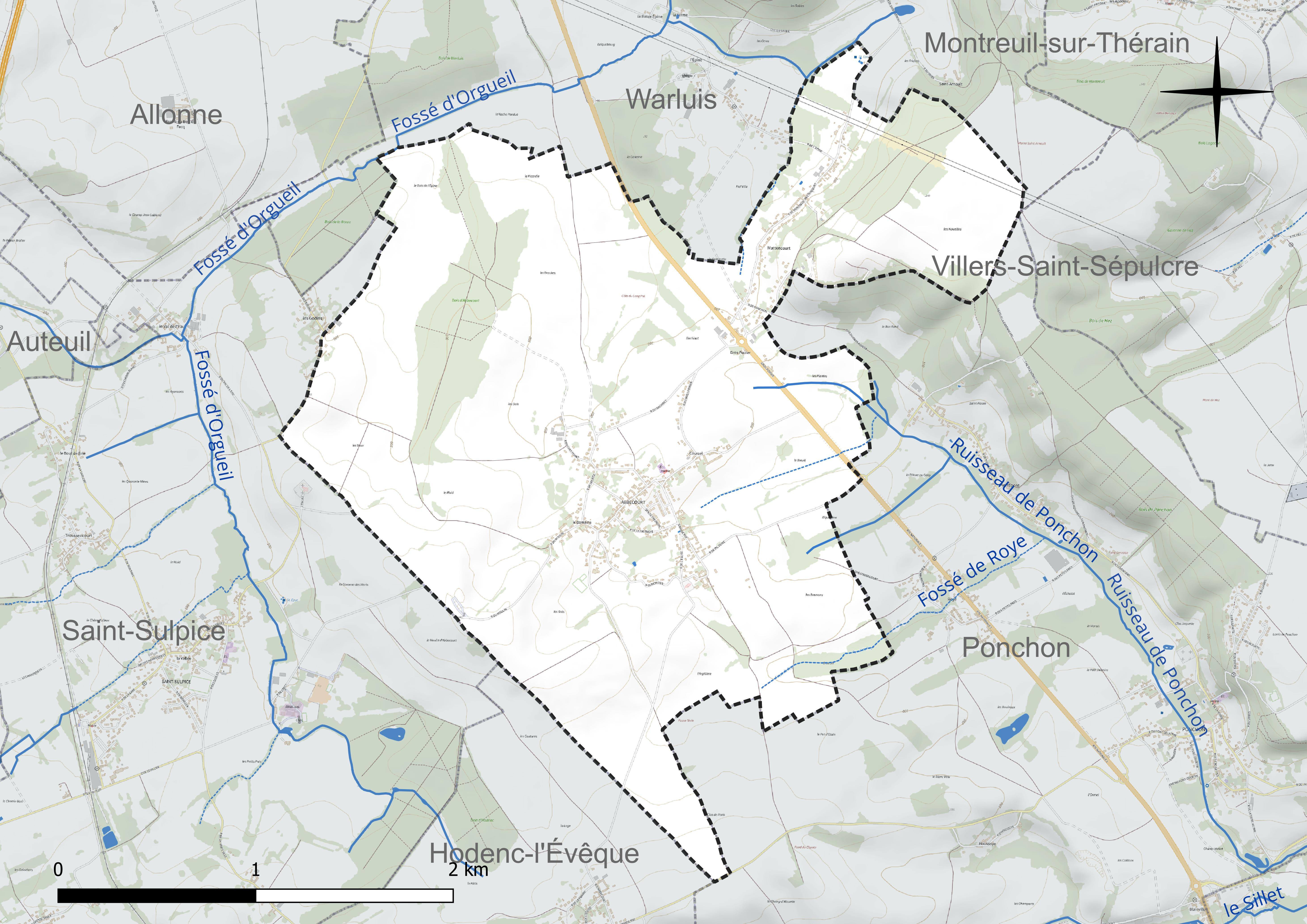
Réseau hydrographique d'Abbecourt.

#### Gestion et qualité des eaux
Le territoire communal est couvert par le schéma d'aménagement et de gestion des eaux (SAGE) « Sensée ». Ce document de planification concerne un territoire de 1 219 km2 de superficie, délimité par le bassin versant du Thérain. Le périmètre a été arrêté le 27 janvier 2023 et le SAGE proprement dit est, en 2024, en cours d'élaboration. La structure porteuse de l'élaboration et de la mise en œuvre est le syndicat intercommunal de la Vallée du Thérain (SIVT).
La qualité des cours d'eau peut être consultée sur un site dédié géré par les agences de l'eau et l'Agence française pour la biodiversité.

### Climat
Le climat qui caractérise la commune est qualifié, en 2010, de « climat océanique dégradé des plaines du Centre et du Nord », selon la typologie des climats de la France qui compte alors huit grands types de climats en métropole. En 2020, la commune ressort du type « climat océanique altéré » dans la classification établie par Météo-France, qui ne compte désormais, en première approche, que cinq grands types de climats en métropole. Il s'agit d'une zone de transition entre le climat océanique, le climat de montagne et le climat semi-continental. Les écarts de température entre hiver et été augmentent avec l'éloignement de la mer. La pluviométrie est plus faible qu'en bord de mer, sauf aux abords des reliefs.
Les paramètres climatiques qui ont permis d'établir la typologie de 2010 comportent six variables pour les températures et huit pour les précipitations, dont les valeurs correspondent à la normale 1971-2000. Les sept principales variables caractérisant la commune sont présentées dans l'encadré ci-après.
| Paramètres climatiques communaux sur la période 1971-2000 - Moyenne annuelle de température : 10,6 °C - Nombre de jours avec une température inférieure à −5 °C : 3,2 j - Nombre de jours avec une température supérieure à 30 °C : 3,2 j - Amplitude thermique annuelle : 14,5 °C - Cumuls annuels de précipitation : 707 mm - Nombre de jours de précipitation en janvier : 10,9 j - Nombre de jours de précipitation en juillet : 8,4 j |

Avec le changement climatique, ces variables ont évolué. Une étude réalisée en 2014 par la Direction générale de l'Énergie et du Climat complétée par des études régionales prévoit en effet que la  température moyenne devrait croître et la pluviométrie moyenne baisser, avec toutefois de fortes variations régionales. Ces changements peuvent être constatés sur la station météorologique de Météo-France la plus proche, « Beauvais-Tillé », sur la commune de Tillé, mise en service en 1944 et qui se trouve à 12 km à vol d'oiseau,, où la température moyenne annuelle évolue de 10,4 °C pour la période 1971-2000 à 10,6 °C pour 1981-2010, puis à 11,1 °C pour 1991-2020.

## Urbanisme

### Typologie
Au 1er janvier 2024, Abbecourt est catégorisée commune rurale à habitat dispersé, selon la nouvelle grille communale de densité à sept niveaux définie par l'Insee en 2022.
Elle est située hors unité urbaine. Par ailleurs la commune fait partie de l'aire d'attraction de Paris, dont elle est une commune de la couronne,.

### Occupation des sols
L'occupation des sols de la commune, telle qu'elle ressort de la base de données européenne d'occupation biophysique des sols Corine Land Cover (CLC), est marquée par l'importance des territoires agricoles (84 % en 2018), en diminution par rapport à 1990 (89,4 %). La répartition détaillée en 2018 est la suivante : 
terres arables (64,5 %), prairies (11,3 %), forêts (10,6 %), zones agricoles hétérogènes (8,2 %), zones urbanisées (5,4 %). L'évolution de l'occupation des sols de la commune et de ses infrastructures peut être observée sur les différentes représentations cartographiques du territoire : la carte de Cassini (XVIIIe siècle), la carte d'état-major (1820-1866) et les cartes ou photos aériennes de l'IGN pour la période actuelle (1950 à aujourd'hui).

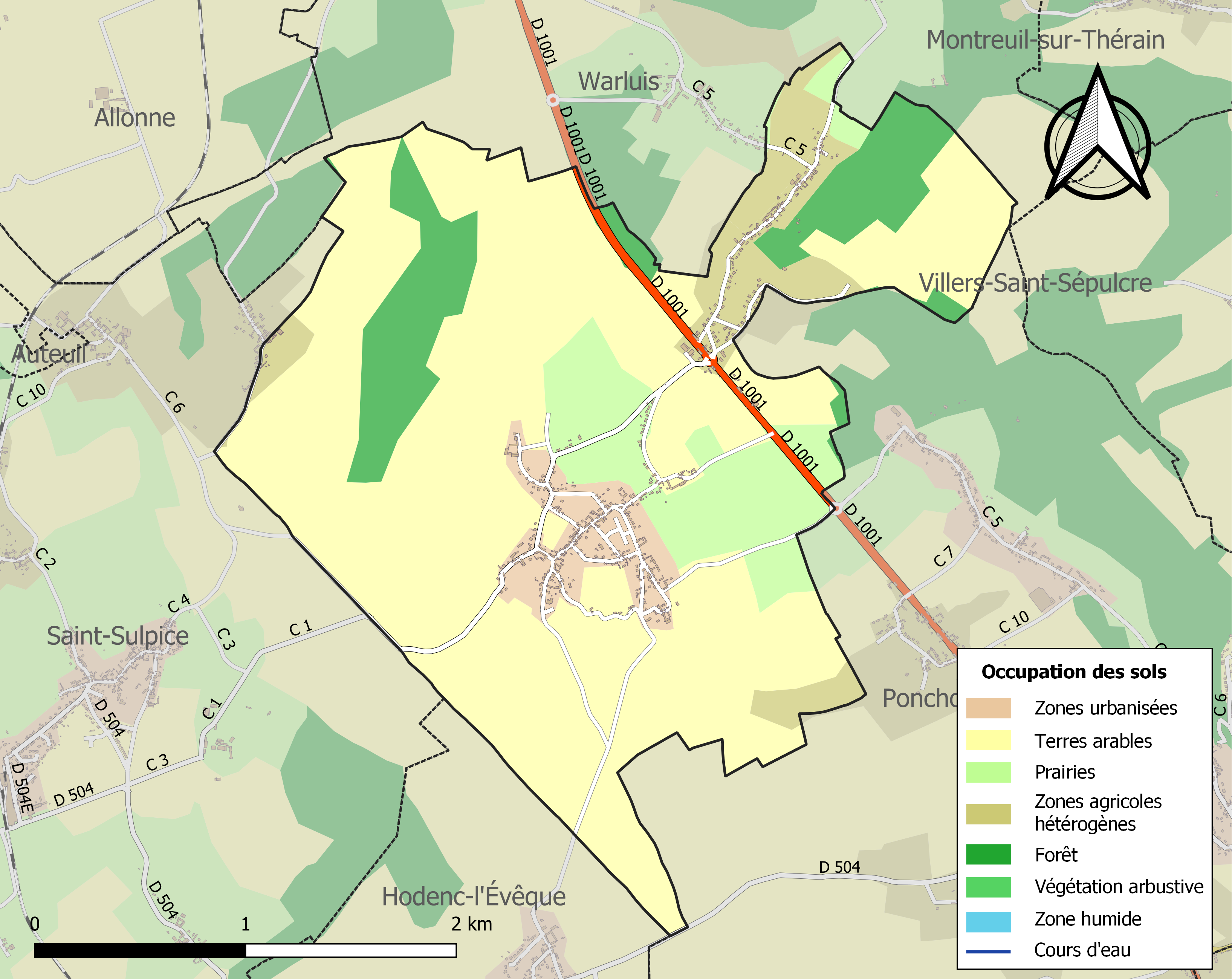
Carte des infrastructures et de l'occupation des sols de la commune en 2018 (CLC).

### Habitat et logement
En 2018, le nombre total de logements dans la commune était de 352, alors qu'il était de 329 en 2013 et de 306 en 2008.
Parmi ces logements, 90,3 % étaient des résidences principales, 2,2 % des résidences secondaires et 7,5 % des logements vacants. Ces logements étaient pour 94,5 % d'entre eux des maisons individuelles et pour 3,9 % des appartements.
Le tableau ci-dessous présente la typologie des logements à Abbecourt en 2018 en comparaison avec celle de l'Oise et de la France entière. Une caractéristique marquante du parc de logements est ainsi une proportion de résidences secondaires et logements occasionnels (2,2 %) inférieure à celle du département (2,5 %) mais supérieure à celle de la France entière (9,7 %). Concernant le statut d'occupation de ces logements, 84,8 % des habitants de la commune sont propriétaires de leur logement (88,6 % en 2013), contre 61,4 % pour l'Oise et 57,5 pour la France entière.
| Typologie                                               | Abbecourt | Oise | France entière |
| ------------------------------------------------------- | --------- | ---- | -------------- |
| Résidences principales (en %)                           | 90,3      | 90,4 | 82,1           |
| Résidences secondaires et logements occasionnels (en %) | 2,2       | 2,5  | 9,7            |
| Logements vacants (en %)                                | 7,5       | 7,1  | 8,2            |

### Voies de communication et transports
La commune est desservie, en 2023, par les lignes 620, 621, 6101, 6138, 6141 et 6142 du réseau interurbain de l'Oise.

## Toponymie
Le nom de la localité est attesté sous les formes Abattis curtis en 1188, puis Abbecort en 1239.
Il s'agit d'une formation en -court, caractéristique du haut Moyen Âge et du nord de la France. Le mot court (curt, cort en ancien français) avait autrefois le sens de « cour de ferme, ferme, domaine rural » (parallèle au mot germanique hof cf. allemand Hof « cour, ferme »). Il est issu du bas latin cōrtem, ou gallo-roman CŌRTE, issus du latin classique cohors, cohortis. Le mot « cour » qui en procède, a une orthographe différente par analogie avec le latin curia.
Il est généralement précédé d'un nom de personne germanique au cas régime, mais ici ce n'est pas le cas comme le montrent les formes anciennes : il s'agit du bas latin abbas, abattis « abbé », comprendre gallo-roman ABBATE qui a régulièrement abouti à abbé en français, d'où le sens global de « domaine rural de l'abbé ». « Courtil de l'Abbé Evrost » pour l'Abbaye Saint-Lucien de Beauvais qui a donné son nom au village ou elle possédait domaine et seigneurie.

## Histoire
Abbecourt se situe sur l'ancienne voie romaine ralliant Paris à Beauvais.
La commune dépendait encore au XVIIIe siècle de l'abbaye de Saint-Denis, aux termes d'un acte confirmatif de Charlemagne daté du 26 juin 775 et rédigé à Quierzy-sur-Oise. Une partie du territoire dépendait alors du comté de Beauvais, et une autre du comté de Clermont-en-Beauvaisis.
L'activité économique du village était autrefois constituée par deux moulins à vent, une tabletterie, une usine de brosses à dents et un fabricant des carreaux de faïences.

## Politique et administration

### Rattachements administratifs et électoraux
La commune se trouve dans l'arrondissement de Beauvais du département de l'Oise. Pour l'élection des députés, elle fait partie de la deuxième circonscription de l'Oise.
Elle faisait partie depuis 1801 du canton de Noailles. Dans le cadre du redécoupage cantonal de 2014 en France, la commune fait désormais partie du canton de Chaumont-en-Vexin.

### Intercommunalité
La commune faisait partie de la communauté de communes du pays de Thelle, créée en 1996.
Dans le cadre des dispositions de la loi portant nouvelle organisation territoriale de la République (Loi NOTRe) du 7 août 2015, qui prévoit que les établissements publics de coopération intercommunale (EPCI) à fiscalité propre doivent avoir un minimum de 15 000 habitants, le préfet de l'Oise a publié en octobre 2015 un projet de nouveau schéma départemental de coopération intercommunale, qui prévoit la fusion de plusieurs intercommunalités, et en particulier  de la communauté de communes du Pays de Thelle et de la communauté de communes la Ruraloise, formant ainsi une intercommunalité de 42 communes et de 59 626 habitants,.
La nouvelle intercommunalité, dont est membre la commune et dénommée provisoirement communauté de communes du Pays de Thelle et Ruraloise, est créée par un arrêté préfectoral du 30 novembre 2016 qui a pris effet le 1er janvier 2017, puis sa dénomination définitive de .communauté de communes Thelloise.

### Tendances politiques et résultats
Au second tour de l'élection présidentielle de 2012, 245 électeurs de cette commune (55,18 %) ont voté pour Nicolas Sarkozy (UMP) et 199 (44,82 %) pour François Hollande (PS). L'abstention s'est élevée à 16,93 % :
Au second tour de l'élection présidentielle de 2017, 234 électeurs (52 %) ont voté Emmanuel Macron (EM) et 216 (18,00 %) pour Marine Le Pen (FN). 22,34 % des électeurs se sont abstenus.
Lors des élections européennes de 2019, le taux de participation d'Abbecourt est supérieur à la moyenne (51,21 % contre 50,12 %). La liste du Rassemblement national arrive en tête avec 33,02 % des suffrages exprimés, contre 23,31 % au niveau national. La liste de La République en Marche obtient 17,13 % des voix, contre 22,41 % au niveau national. La liste d'Europe-Écologie-Les Verts y réalise un score de 13,71 % des voix, soit un score quasiment identique à son score national de 13,48 % des suffrages. La liste des Républicains obtient 9,66 % des suffrages exprimés contre 8,48 % au niveau national. Les listes des autres partis obtiennent des scores inférieurs à 5 % des voix,.

### Liste des maires
| Période                                  | Période                        | Identité               | Étiquette | Qualité                                          |
| ---------------------------------------- | ------------------------------ | ---------------------- | --------- | ------------------------------------------------ |
| Les données manquantes sont à compléter. |                                |                        |           |                                                  |
|                                          |                                |                        |           |                                                  |
| Les données manquantes sont à compléter. |                                |                        |           |                                                  |
| 2001                                     | 2014                           | Pierre Desliens        | DVG       | Retraité Président de la CC Thelloise (2020 → )  |
| 2014                                     | En cours (au 7 septembre 2016) | Jean-Jacques Anthéaume |           | Chef d'entreprise Réélu pour le mandat 2020-2026 |

## Équipements et services publics

### Enseignement
Les enfants de la commune sont scolarisés dans le cadre d'un regroupement pédagogique intercommunal qui rassemble Abbecourt et Saint-Sulpice (Oise), avec trois classes en 2016 dans la commune, soit 72 élèves, et 119 élèves dans les classes de Saint-Sulpice.

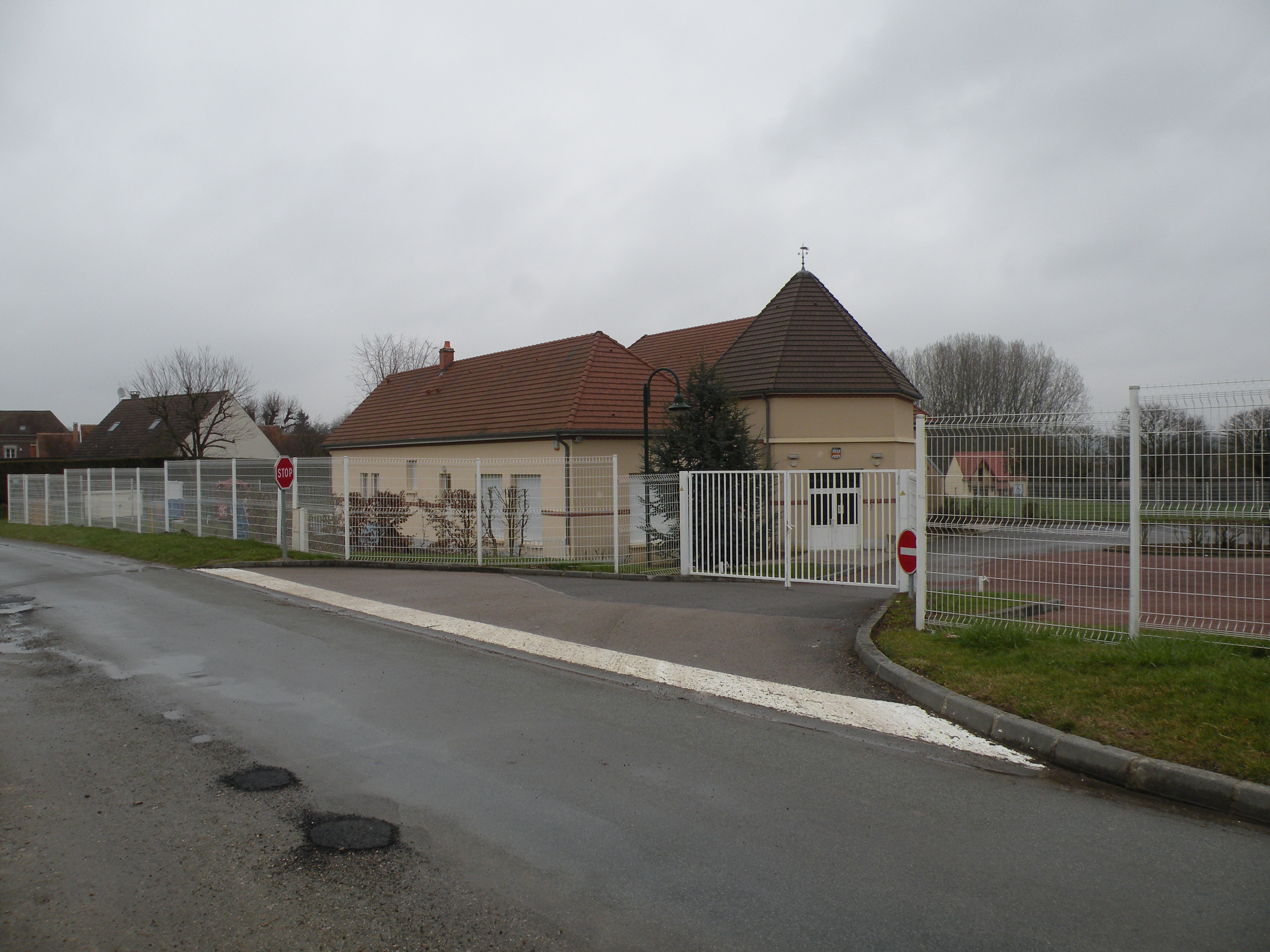
La maison des Jeunes.

## Population et société

### Démographie

#### Évolution démographique
L'évolution du nombre d'habitants est connue à travers les recensements de la population effectués dans la commune depuis 1793. Pour les communes de moins de 10 000 habitants, une enquête de recensement portant sur toute la population est réalisée tous les cinq ans, les populations de référence des années intermédiaires étant quant à elles estimées par interpolation ou extrapolation. Pour la commune, le premier recensement exhaustif entrant dans le cadre du nouveau dispositif a été réalisé en 2004.

En 2022, la commune comptait 861 habitants, en évolution de +12,11 % par rapport à 2016 (Oise : +0,87 %, France hors Mayotte : +2,11 %).
| 1793 | 1800 | 1806 | 1821 | 1831 | 1836 | 1841 | 1846 | 1851 |
| ---- | ---- | ---- | ---- | ---- | ---- | ---- | ---- | ---- |
| 350  | 324  | 347  | 388  | 416  | 406  | 408  | 453  | 452  |

| 1856 | 1861 | 1866 | 1872 | 1876 | 1881 | 1886 | 1891 | 1896 |
| ---- | ---- | ---- | ---- | ---- | ---- | ---- | ---- | ---- |
| 475  | 450  | 494  | 482  | 462  | 485  | 456  | 448  | 454  |

| 1901 | 1906 | 1911 | 1921 | 1926 | 1931 | 1936 | 1946 | 1954 |
| ---- | ---- | ---- | ---- | ---- | ---- | ---- | ---- | ---- |
| 438  | 423  | 404  | 369  | 364  | 361  | 352  | 407  | 389  |

| 1962 | 1968 | 1975 | 1982 | 1990 | 1999 | 2004 | 2006 | 2009 |
| ---- | ---- | ---- | ---- | ---- | ---- | ---- | ---- | ---- |
| 380  | 409  | 441  | 522  | 678  | 670  | 721  | 752  | 767  |

| 2014 | 2019 | 2022 | - | - | - | - | - | - |
| ---- | ---- | ---- | - | - | - | - | - | - |
| 756  | 807  | 861  | - | - | - | - | - | - |

#### Pyramide des âges
La population de la commune est relativement jeune.
En 2018, le taux de personnes d'un âge inférieur à 30 ans s'élève à 37,3 %, soit au-dessus de la moyenne départementale (37,3 %). À l'inverse, le taux de personnes d'âge supérieur à 60 ans est de 25,0 % la même année, alors qu'il est de 22,8 % au niveau départemental.
En 2018, la commune comptait 397 hommes pour 400 femmes, soit un taux de 50,19 % de femmes, légèrement inférieur au taux départemental (51,11 %).
Les pyramides des âges de la commune et du département s'établissent comme suit.
| Hommes | Classe d’âge | Femmes |
| ------ | ------------ | ------ |
| 0,5    | 90 ou +      | 0,2    |
| 5,2    | 75-89 ans    | 6,9    |
| 18,4   | 60-74 ans    | 18,8   |
| 19,9   | 45-59 ans    | 21,7   |
| 17,4   | 30-44 ans    | 16,3   |
| 18,4   | 15-29 ans    | 17,5   |
| 20,2   | 0-14 ans     | 18,5   |

| Hommes | Classe d’âge | Femmes |
| ------ | ------------ | ------ |
| 0,5    | 90 ou +      | 1,4    |
| 5,5    | 75-89 ans    | 7,6    |
| 15,6   | 60-74 ans    | 16,3   |
| 20,8   | 45-59 ans    | 20     |
| 19,4   | 30-44 ans    | 19,4   |
| 17,6   | 15-29 ans    | 16,2   |
| 20,6   | 0-14 ans     | 19,1   |

## Économie
En 2016, la commune n'a plus de commerces de proximité, mais accueille plusieurs artisans.

## Culture locale et patrimoine

### Lieux et monuments

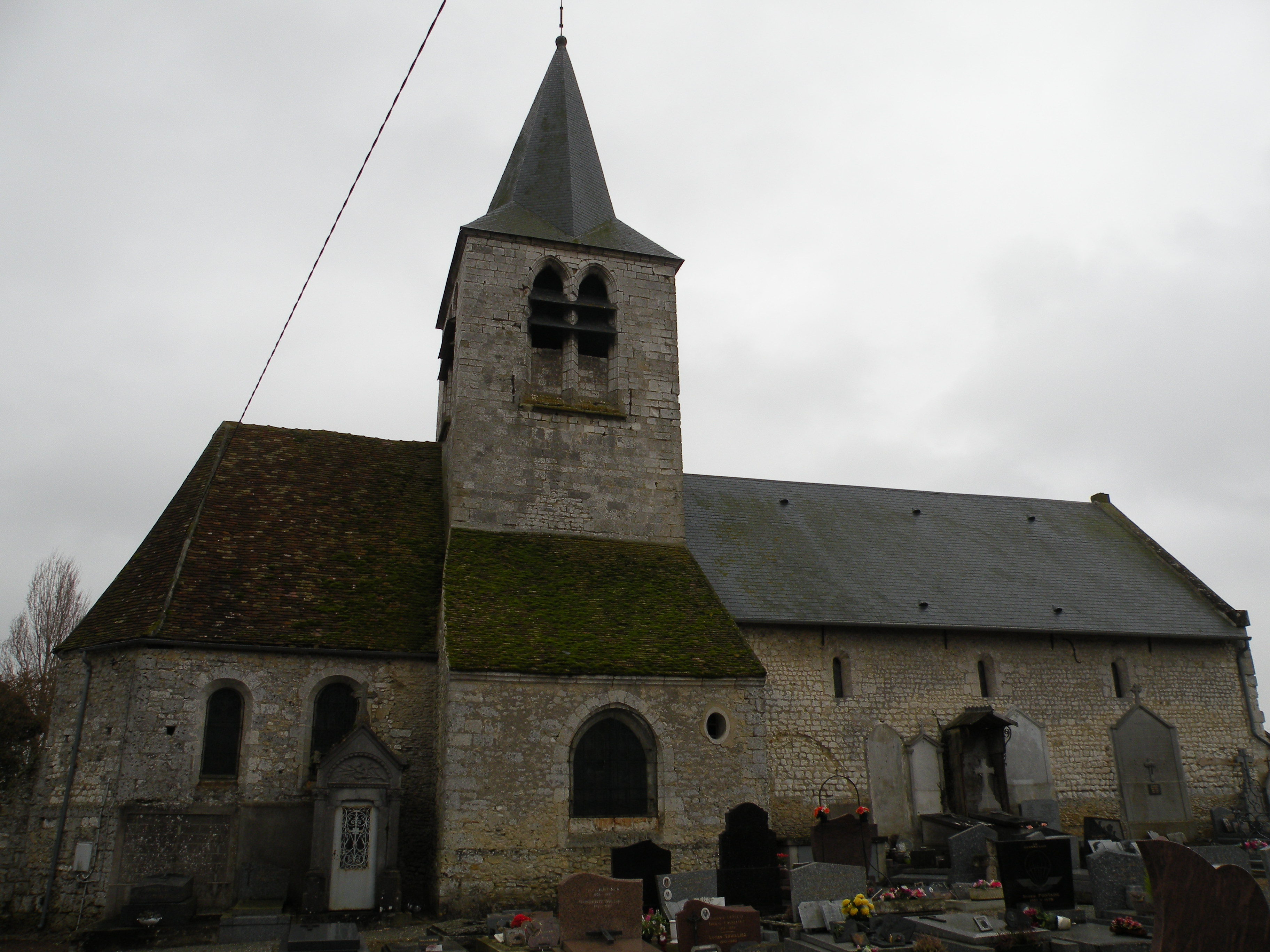
Église Saint-Martin.

Abbecourt ne compte aucun monument historique classé ou inscrit sur son territoire. On peut néanmoins noter :
- Église Saint-Martin, rue de l'Église, à l'extrémité sud du village : toujours entourée de son cimetière, l'église se compose d'une nef romane du début du XIIe siècle ; d'un transept dont la croisée très remaniée semble contemporaine, et dont les deux croisillons ont été construits au XVIe siècle ; d'un clocher contemporain se dressant au-dessus de la croisée du transept ; et d'un chœur à pans coupés de la fin du XVIe siècle. Avant les remaniements du XVIe siècle, pendant lesquels la base du clocher est voûtée d'ogives et pourvue de quatre arcades brisées, l'église ne comportait apparemment pas de transept. Le chœur était probablement en hémicycle ; les traces de l'ancienne arcade en plein cintre le reliant à la base du clocher restent visibles dans son mur oriental. Toutes les parties ajoutées au XVIe siècle manquent de caractère et n'affichent aucun style particulier. Ni les croisillons recouverts par des toits en appentis s'appuyant contre le clocher, ni le chœur ne sont voûtés. Le clocher est simplement percé de deux baies abat-son non décorées par face. C'est dans la nef que réside tout l'intérêt de l'église.

Elle n'a quasiment pas changé depuis les origines, abstraction faite du porche ajouté devant le portail occidental en 1862, qui initialement était décoré d'un cordon de billettes. Le mur du nord est le mieux conservé. Comme son homologue au nord, il est dépourvu de contreforts, des chaînages d'angle en pierre de taille devant suffire, et l'appareil est constitué de petits moellons grossièrement taillés. Les fenêtres sont au nombre de trois par mur ; de petites dimensions et en plein cintre, elles bénéficient d'un double ébrasement (un à l'extérieur et un vers l'intérieur) afin de maximiser la pénétration de la lumière malgré la taille réduite. Au XIe siècle, l'ébrasement extérieur n'était pas encore courant, ce qui permet une datation de la nef en l'absence de toute ornementation.
- Ancien prieuré.
- Un ensemble mégalithe, type allée couverte, aujourd’hui disparu la « Sépulture des Novales ».

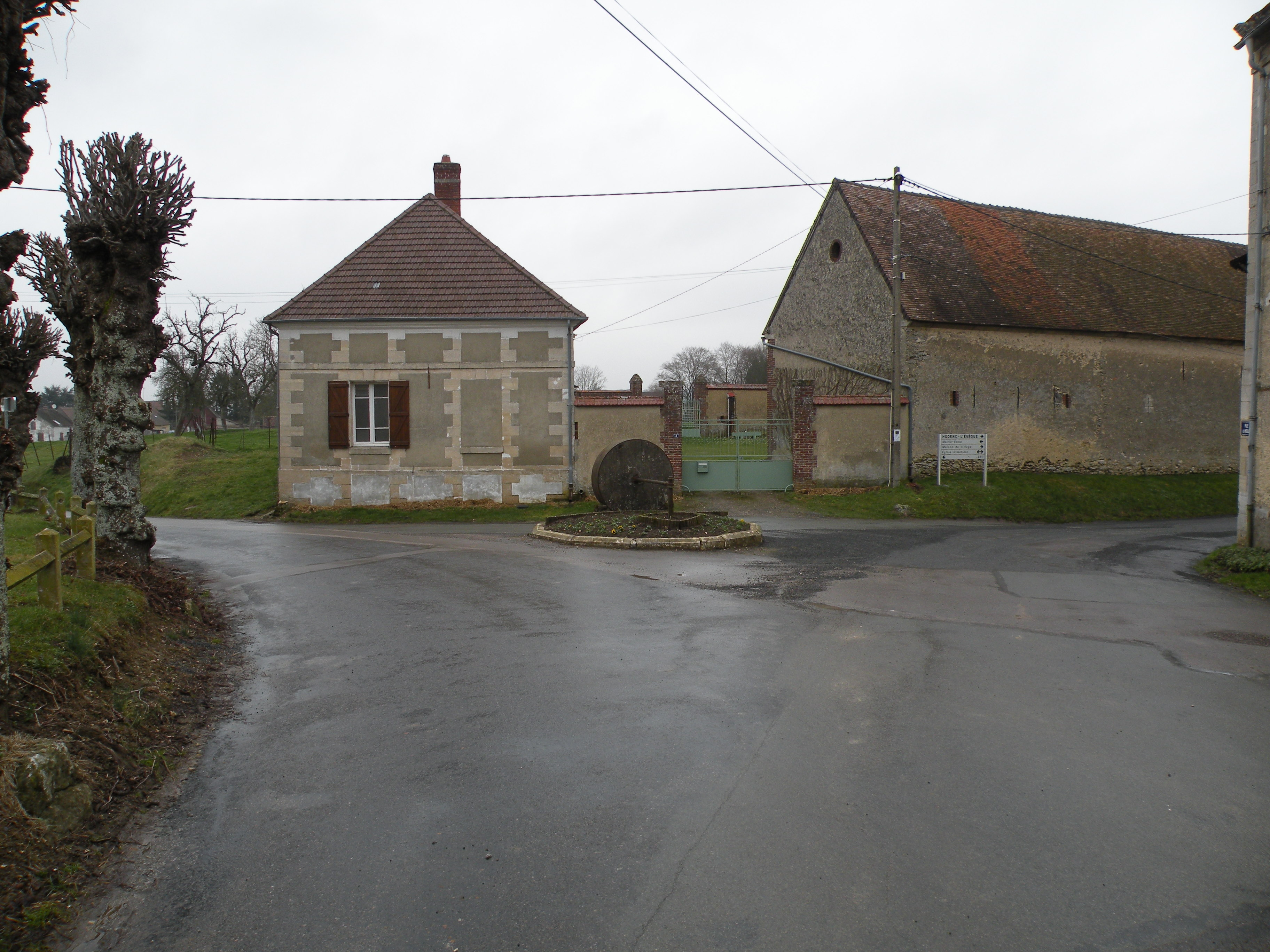
Meule de moulin érigée en monument à un carrefour.
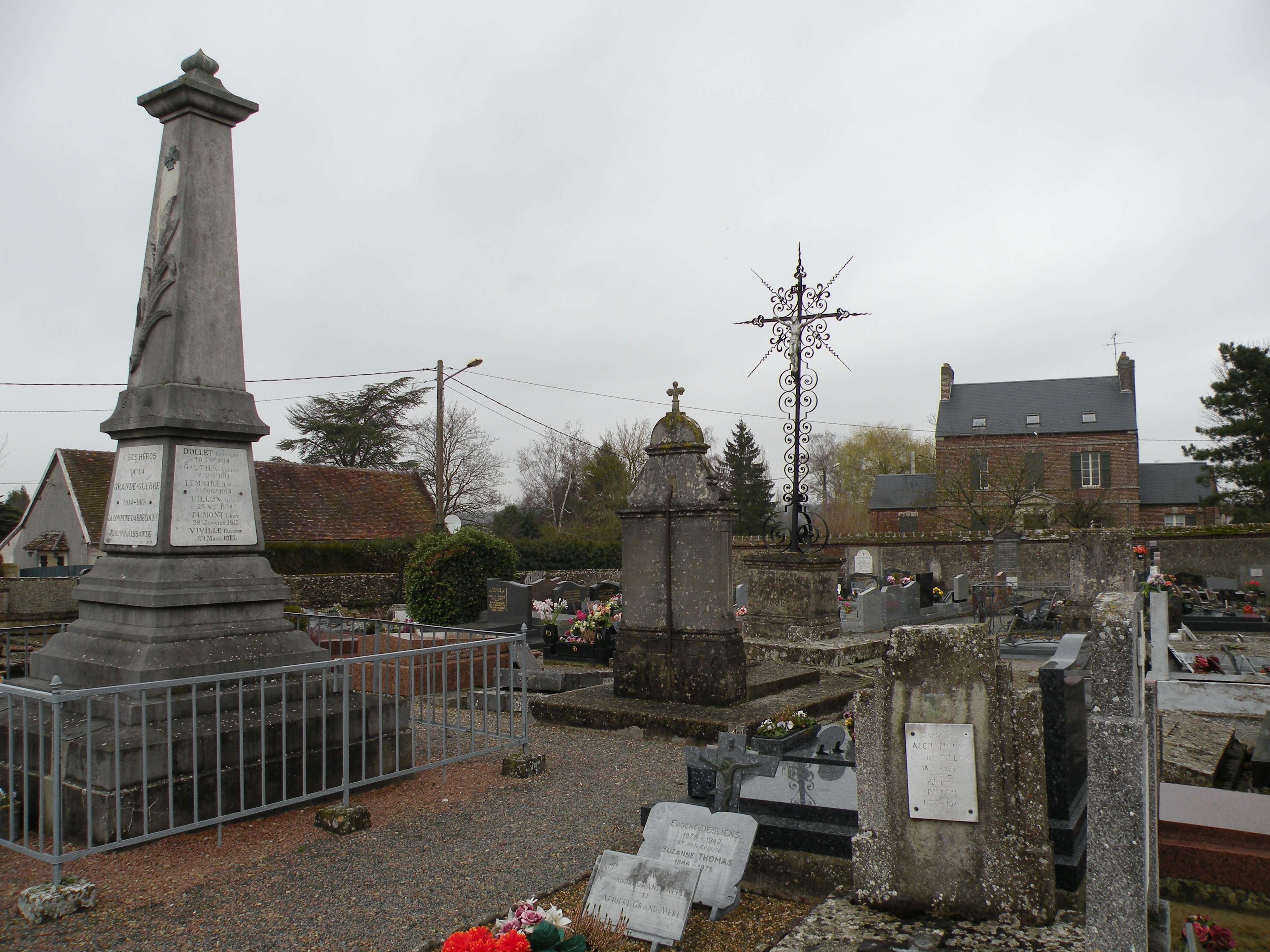
Monument aux morts, au cimetière.

### Héraldique
| Blason de Abbecourt | Blason  | D'argent à la fasce de gueules accompagnée de six merlettes de sable trois en chef et trois en pointe. |
| Blason de Abbecourt | Détails | Le statut officiel du blason reste à déterminer.                                                       |